# Скотт (лунный кратер)
Кратер Скотт (лат. Scott) — крупный ударный кратер, расположенный в области южного полюса на видимой стороне Луны. Название присвоено в честь британского полярного исследователя Роберта Скотта (1868—1912) и утверждено Международным астрономическим союзом в 1964 г. Образование кратера относится к донектарскому периоду. 

## Описание кратера

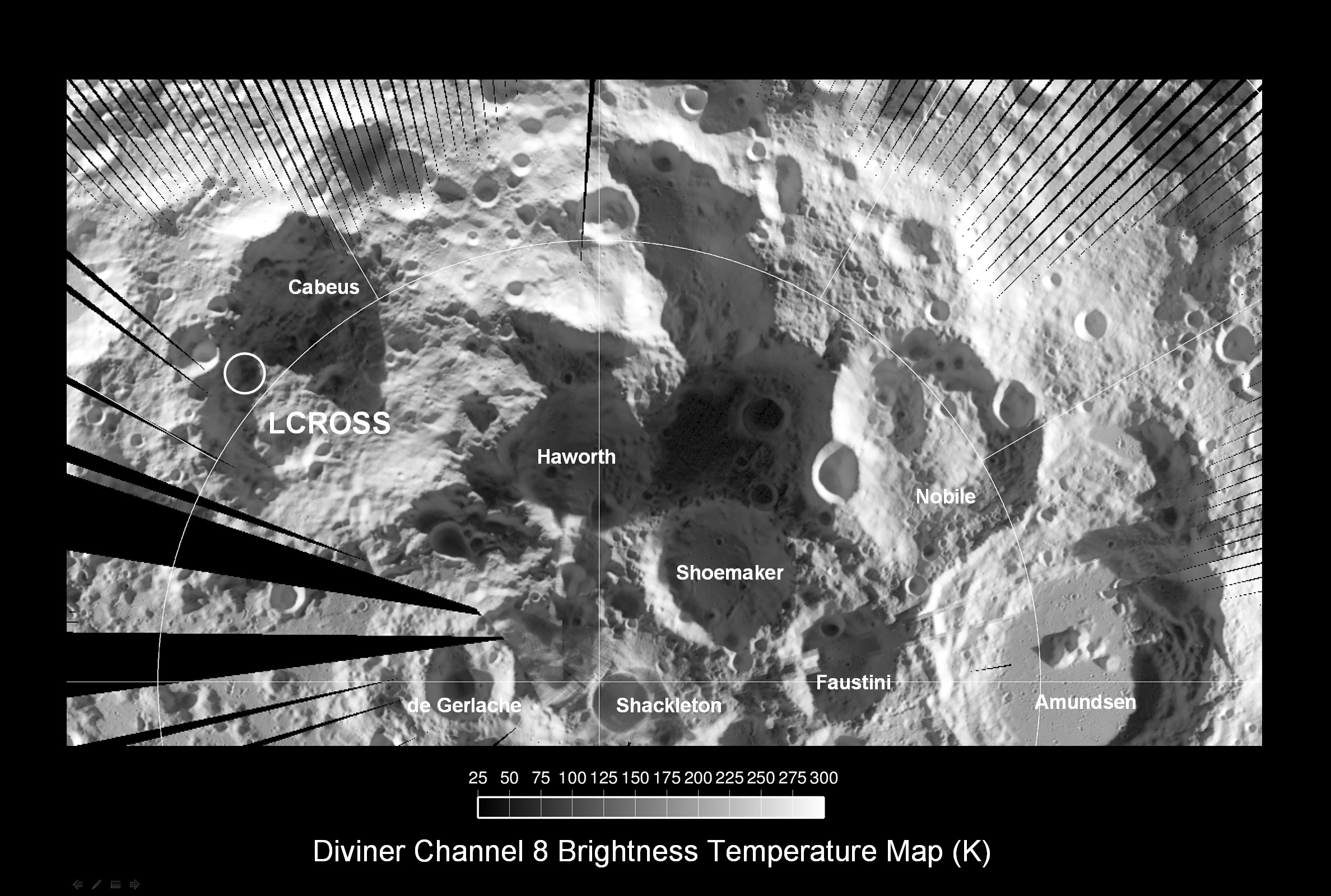
Визуализация замеров температуры лунной поверхности в районе кратера Скотт (в верхней правой части, не обозначен на снимке) с помощью прибора DLRE Lunar Reconnaissance Orbiter.

Ближайшими соседями кратера являются кратер Демонакс на севере-северо-востоке; кратеры Фон Байер и Сведберг на востоке; кратер Нобиле на юге и кратер Малаперт на юго-западе. Селенографические координаты кратера 82°21′ ю. ш. 48°31′ в. д. / 82,35° ю. ш. 48,52° в. д., диаметр 107,8 км, глубина 5570 м.
Кратер Скотт имеет близкую к циркулярной форму и значительно разрушен. Вал сглажен и перекрыт множеством кратеров различного размера. Северо-западная оконечность вала перекрыта сателлитным кратером Скотт E. Юго-восточная часть внутреннего склона отмечена маленьким кратером Ваповский. Высота вала над окружающей местностью составляет 1500 м, объем кратера приблизительно 10600 км³. Дно чаши пересеченное, испещрено множеством мелких кратеров. Cеверная часть чаши кратера почти всегда находится в тени и не картографирована в деталях.

## Сателлитные кратеры
| Скотт | Координаты                                            | Диаметр, км |
| ----- | ----------------------------------------------------- | ----------- |
| E     | 81°10′ ю. ш. 35°42′ в. д. / 81,17° ю. ш. 35,7° в. д.  | 29,2        |
| M     | 83°52′ ю. ш. 34°44′ в. д. / 83,86° ю. ш. 34,74° в. д. | 17,9        |

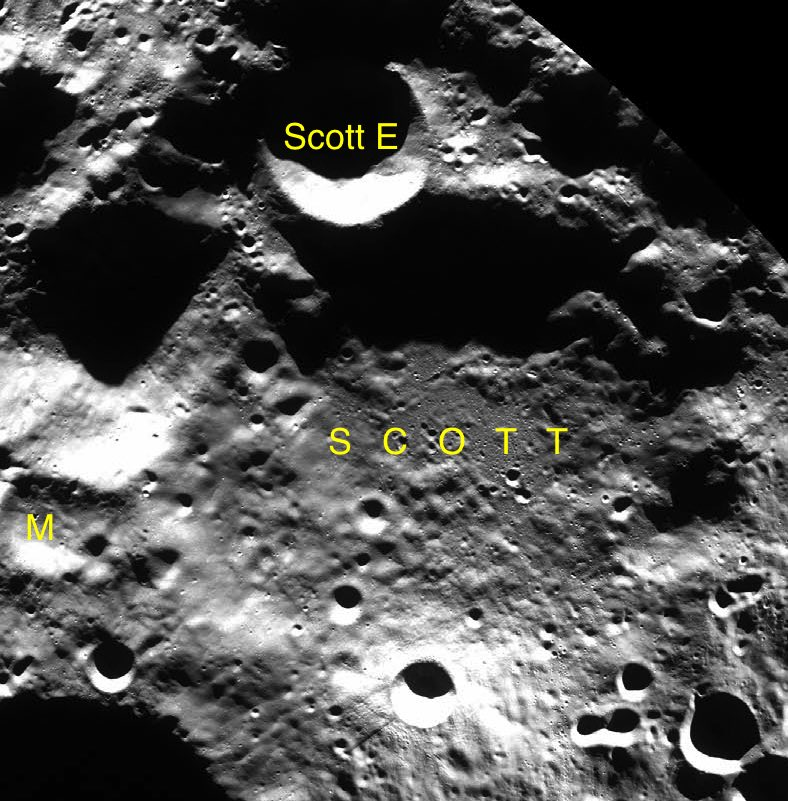
Фрагмент карты LAC-144, ориентирован на северо-запад.

- Сателлитный кратер Скотт A в 1994 г. переименован Международным астрономическим союзом в кратер Нобиле.